# Хлевиська (Люблінське воєводство)
Хлевиська (пол. Chlewiska) — село в Польщі, у гміні Любартів Любартівського повіту Люблінського воєводства.
Населення — 355 осіб (2011).

## Демографія
Демографічна структура станом на 31 березня 2011 року:
|          | Загалом | Допрацездатний вік | Працездатний вік | Постпрацездатний вік |
| -------- | ------- | ------------------ | ---------------- | -------------------- |
| Чоловіки | 174     | 30                 | 127              | 17                   |
| Жінки    | 181     | 38                 | 99               | 44                   |
| Разом    | 355     | 68                 | 226              | 61                   |